# Vasco de Mendonça Alves
Vasco de Mendonça Alves ComSE (Lisboa, Encarnação, 19 de Abril de 1883 - Lisboa, Nossa Senhora de Fátima, 4 de Dezembro de 1962) foi um escritor e dramaturgo português.

## Biografia
Segundo de dois filhos de Alexandre José Alves, Jr. (Lisboa, Mártires, 27 de Julho de 1851 - Lisboa, 1921) e de sua mulher (Lisboa, Encarnação) Ernestina Sofia Monteiro de Mendonça (Lisboa, Encarnação, 18 de Junho de 1851 - c. 1893), neta paterna dum Francês.
Licenciado em Direito pela Faculdade de Direito da Universidade de Coimbra, Conservador do Arquivo e Museu do Teatro Nacional de São Carlos, Comendador da Antiga, Nobilíssima e Esclarecida Ordem Militar de Sant'Iago da Espada, do Mérito Científico, Literário e Artístico a 14 de Maio de 1936, escritor e dramaturgo.
Foi Co-Fundador, com Luís Francisco Rebelo e Gino Saviotti, do Teatro-Estúdio do Salitre.
Não casou, sem geração.

### Obras
Foi autor de: 
- A Promessa, Lisboa, 1910
- Os Filhos, Lisboa, 1910
- Duas Noivas, s/l, s/d
- A Neta, s/l, 1919
- Noite de Santo António, Lisboa, 1920
- Sonho de Madrugada, s/l, s/d
- Perdoai-Nos, Senhor..., Lisboa, 1927
- Bodas de Oiro, Lisboa, 1927
- A Conspiradora, Lisboa, 1955
- Vila Viçosa, Lisboa, 1957
- Meu Amor é Traiçoeiro, Lisboa, 1958
- Sedutores, s/l, s/d